# Kyrkstigen i Ed

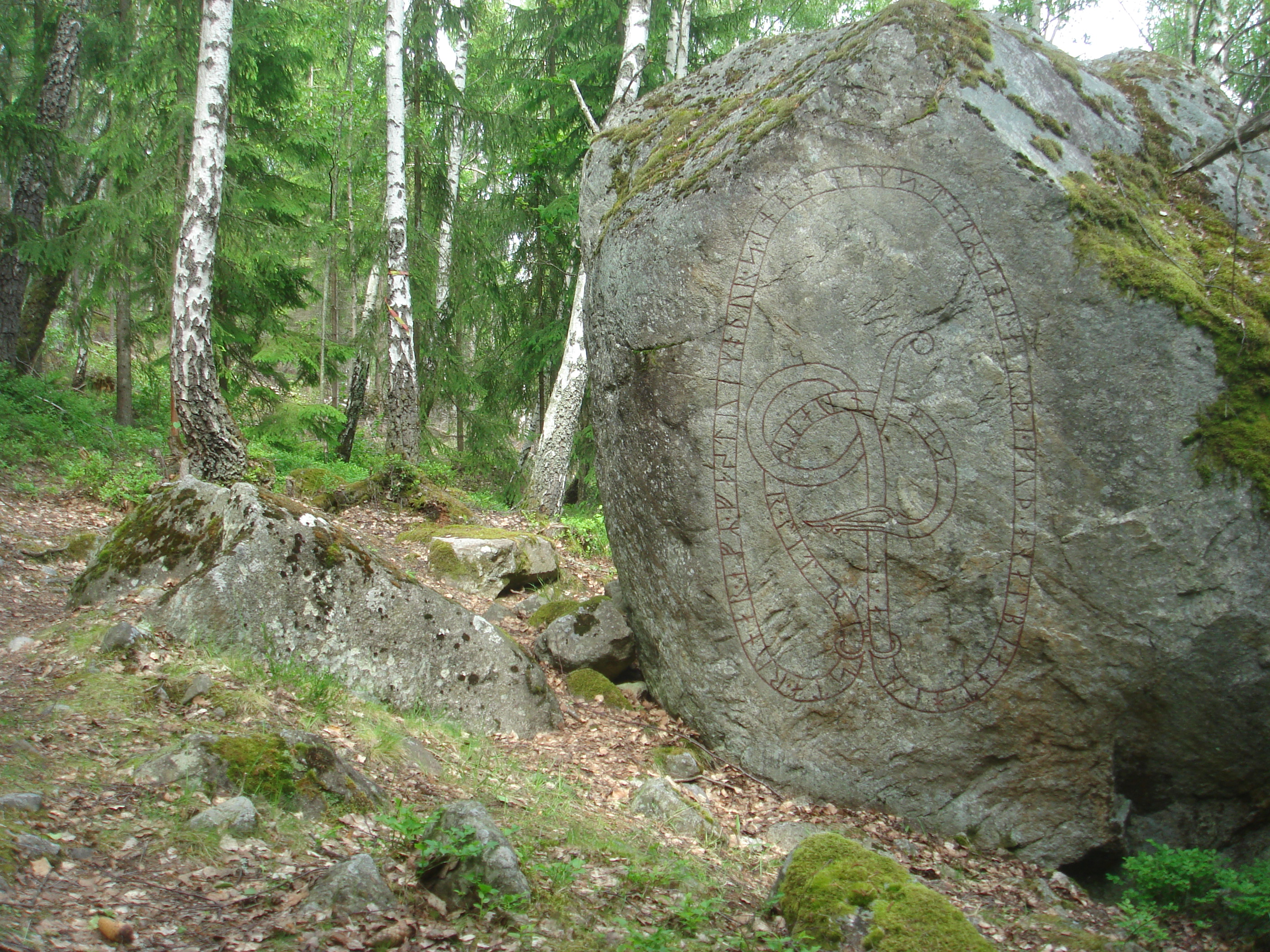
Runstenen U 112 vid kyrkstigen i Ed.

Kyrkstigen i Ed i Eds socken i Uppland går efter Edssjöns västra strand strax söder om Eds kyrka. Stigen passerar ett flyttblock med runskrift på bägge sidor. Stigen var en forntida färdväg mellan bygden kring Eds kyrka och Sollentuna-bygderna söder om Edssjön. Delar av den medeltida stigen finns bevarade och följer femmeterskurvan utefter Edssjöns strandkant.

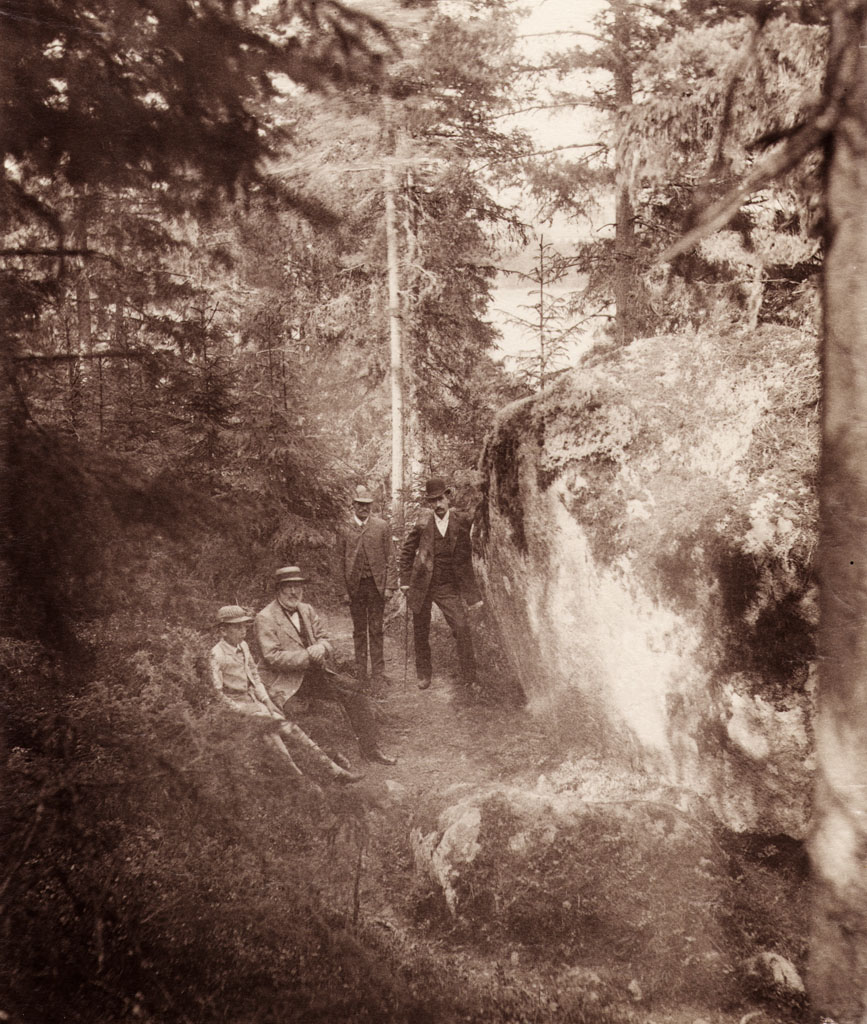
Sigurd Curman, Lundström (svärfar) och arbetare på Lundströms gård vid flyttblocket. Foto: Carl Curman (omkring 1890)

## Den historiska stigen
Kyrkstigen, kungsstigen eller runostigen som den också har kallats genom tiderna var en landsväg mellan den dåtida handels- och omlastningsplatsen i Edsbacka vid havsviken Edsvikens norra ända och området norr om Edssjön. Den stora trafiken på motsvarande sträcka gick sjövägen, med omlastning vid Edsbacka eller båtdragning mellan Edsviken och Norrviken, och sen vidare in i Edssjön, sen via Oxundasjön och ut mot Mälaren. Stigen har förmodligen börjat användas på järnåldern, under vikingatiden och senare som stig till kyrkan. Stigens betydelse kan anas genom den stora runstenen U 112 som finns vid stigen knappt en kilometer söder om Eds kyrka. 
Flera fornforskare har genom tiderna vandrat kyrkstigen för att undersöka den mäktiga runhällen. Bland andra runologen Johannes Bureus som under åren 1594–1624 besökte den vid tre tillfällen. Den samtida fornforskaren och kyrkoherden Martin Aschaneus har nedtecknat följande om sitt besök vid runhällen: "Opå Edz stiigen, litet frå Edz siön, widh wegen, ned åt siön, kallas och så Runestigen. Stor grof grå sten… Dänna stighen kallas och så Konungz stiighen, skrifuen på båda sidor."

## Den nuvarande stigen
Delar av kyrkstigen finns bevarade och börjar några hundra meter sydväst om Eds kyrka och fortsätter mot torpet Hjältartorp söder om Edssjön. Stigen går genom blandad skogsmark såsom hyggen, momark och sagoskog. Pilgrimsvägen Ingegerdsleden mellan Uppsala och Stockholm följer stigen i detta område.

### Fotnoter
1. 1 2 3 4  
Åke Eriksson (1982). Fornstig och gammelväg: historiska strövtåg i Stockholmstrakten. Stockholm: Norstedts. sid. 41-45. Libris 7153563. ISBN 91-1-823021-0
2. ↑  
Clas Tollin, Karin Hallgren (2005). En introduktion till det arkeologiska projektet Norrortsleden. Bilaga 2. Bebyggelsehistorisk bakgrund för sträckan Häggvik–Hagby med särskild inriktning mot Syltalokalen. Stockholm: UV Mitt, Avdelningen för arkeologiska undersökningar, Riksantikvarieämbetet. sid. 40-41. ISSN 1404-6083. http://kulturarvsdata.se/raa/dokumentation/4f5703ed-c4b0-42e7-ae84-78fe19cc63c0. Läst 5 augusti 2012.
3. ↑  Elias Wessén; Sven B.F. Jansson (1943). Upplands runinskrifter (SRI Band 6 Del 1, 1940-1943). Kungliga Vitterhets Historie och Antikvitets Akademien. sid. 157. Arkiverad från originalet den 14 september 2016. https://web.archive.org/web/20160914165744/http://www.raa.se/kulturarvet/arkeologi-fornlamningar-och-fynd/runstenar/digitala-sveriges-runinskrifter/digitala-sveriges-runinskrifter-publicerat/upplands-runinskrifter/ Arkiverad 14 september 2016 hämtat från the Wayback Machine.

### Webbplatser
- https://web.archive.org/web/20150401211402/http://upplandsvasby.se/2/uppleva-och-gora/parker-och-natur/naturomraden-och-naturreservat/kyrkstigen-i-ed.html
- Riksantikvarieämbetet. RAÄ-nummer: Ed 157:1